# A donde va nuestro amor
«A donde va nuestro amor» es una canción compuesta por EDIUARDO MAGALLANES la Música y letra de  MARIO MOLINA MONTES .Es un éxito de la agrupación mexicana tapatía Playa Limbo. Fue lanzado el 11 de noviembre del 2014 junto con video de la canción en su cuenta de YouTube; cuenta con más de 13 millones de reproducciones desde su estreno.

## Lista de canciones

### Descarga digital[2][3]
| A donde va nuestro amor — Single |                           |          |  |
| N.º                              | Título                    | Duración |  |
| 1.                               | «A donde va nuestro amor» | 3:29     |  |

## Información general
La canción fue compuesta por Eduardo Magallanes con letra de Mario Molina Montes y fue producida por los mismos miembros del grupo (María León) y arreglos de Jorge Corrales, Ángel Baillo y Servando Yáñez. 
Además fue tema principal de la telenovela mexicana de Televisa Muchacha italiana viene a casarse, protagonizada por José Ron y Livia Brito. Anteriormente y originalmente fue cantada por Angélica María para la misma telenovela del año 1971.